# Różowa bila

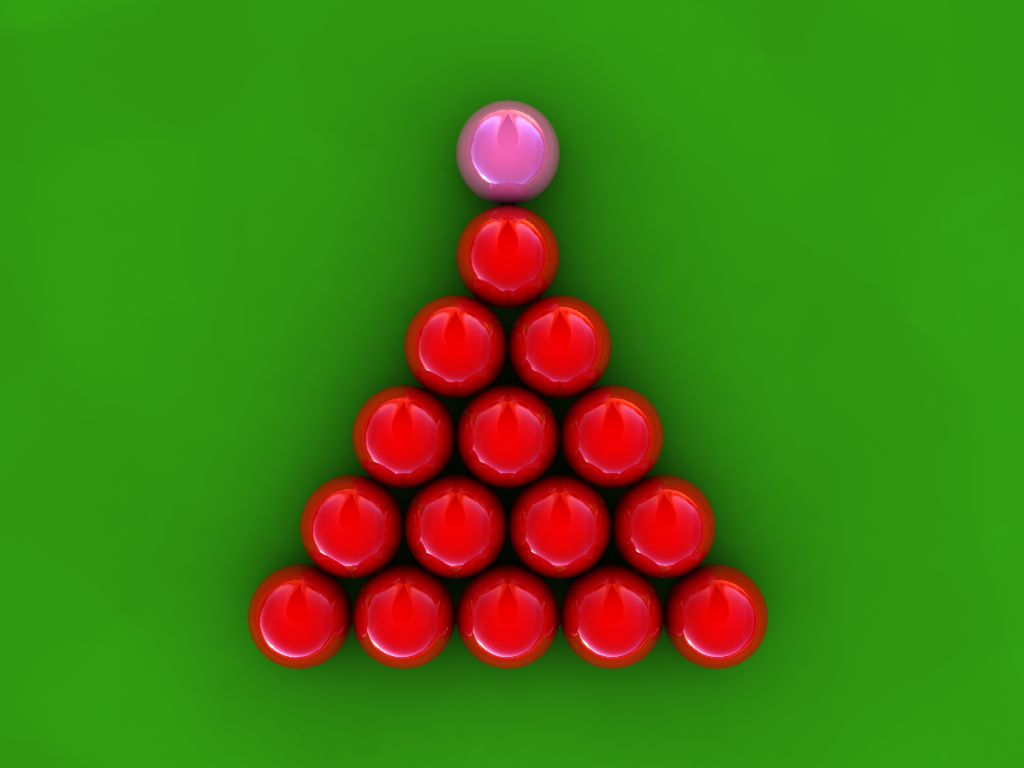
Pozycja różowej bili na nominalnym punkcie

Różowa bila − w snookerze jedna z kolorowych bil, znajdująca się w trzech czwartych wysokości pola do gry, przed czerwonymi bilami. Zaliczana do wyższych kolorów, warta 6 punktów. Wbijana jako przedostatnia (po wbiciu czerwonych bil).
Często wykorzystywana do budowy breaków, gdy czarna jest zablokowana lub jest na bandzie. 
Wbicie wszystkich czerwonych bil z różową daje 105 punktów, a z kolorami 132 punkty. Jest więc możliwe zbudowanie breaka stupunktowego tylko na tej bili. Różowa bila ze swojego nominalnego punktu często jest wbijania do środkowych lub dolnych kieszeni - co powoduje, że w przeciwieństwie do bili czarnej łatwiej na nią pozycjonować białą bilę.